# Parco Lago Nord
Il parco Lago Nord (detto anche "Cava Nord") è un parco situato nel comune di Paderno Dugnano. È stato premiato a Strasburgo nel 1999 con il  premio Comunità Europea per il miglior recupero ambientale di una cava di sabbia e ghiaia; nel 2003 ha ricevuto il premio Piazza Mercanti della Camera di commercio di Milano nella sezione “Tutela ambientale”.
Il parco (facente parte del più esteso parco del Grugnotorto) è caratterizzato dalla presenza di 2 laghetti separati tra loro da una passatoia alberata. Il primo laghetto è adibito alla pesca e consente dunque di praticare la pesca sportiva di carpe, trote, lucci ed altre specie d'acqua dolce. Il secondo specchio d'acqua è invece caratterizzato da uno sviluppo più spontaneo e selvaggio, in quanto destinato ad ospitare l'avifauna stanziale e migratoria. Le acque del lago sono derivate artificialmente dal Canale Villoresi immettendosi nel bacino idrico attraverso una piccola cascata artificiale.
Le porte di accesso al parco sono in tutto quattro: Porta Serviane, Porta Luigi Tonelli, Porta Cascina Uccello e Porta Grugnotorto.
Situato nell'area nord dell'hinterland milanese, in prossimità dell'uscita di Paderno Dugnano della Superstrada Milano-Meda, il parco risulta facilmente raggiungibile in 10 minuti di macchina da Milano.
Il progetto di insieme del parco del Lago Nord è stato redatto nel 1985 dall'Architetto Maurice Munir Cerasi che dal  1984 sino al 2001 ha curato anche i progetti e la realizzazione di stralci esecutivi (cascata, bar dei pescatori, Teatro all'aperto, belvedere, prato del Resegone, ecc). Dal 1995 alla progettazione e Direzione Lavori ha preso parte anche l'Arch. Enrico Cerasi.

## Galleria d'immagini

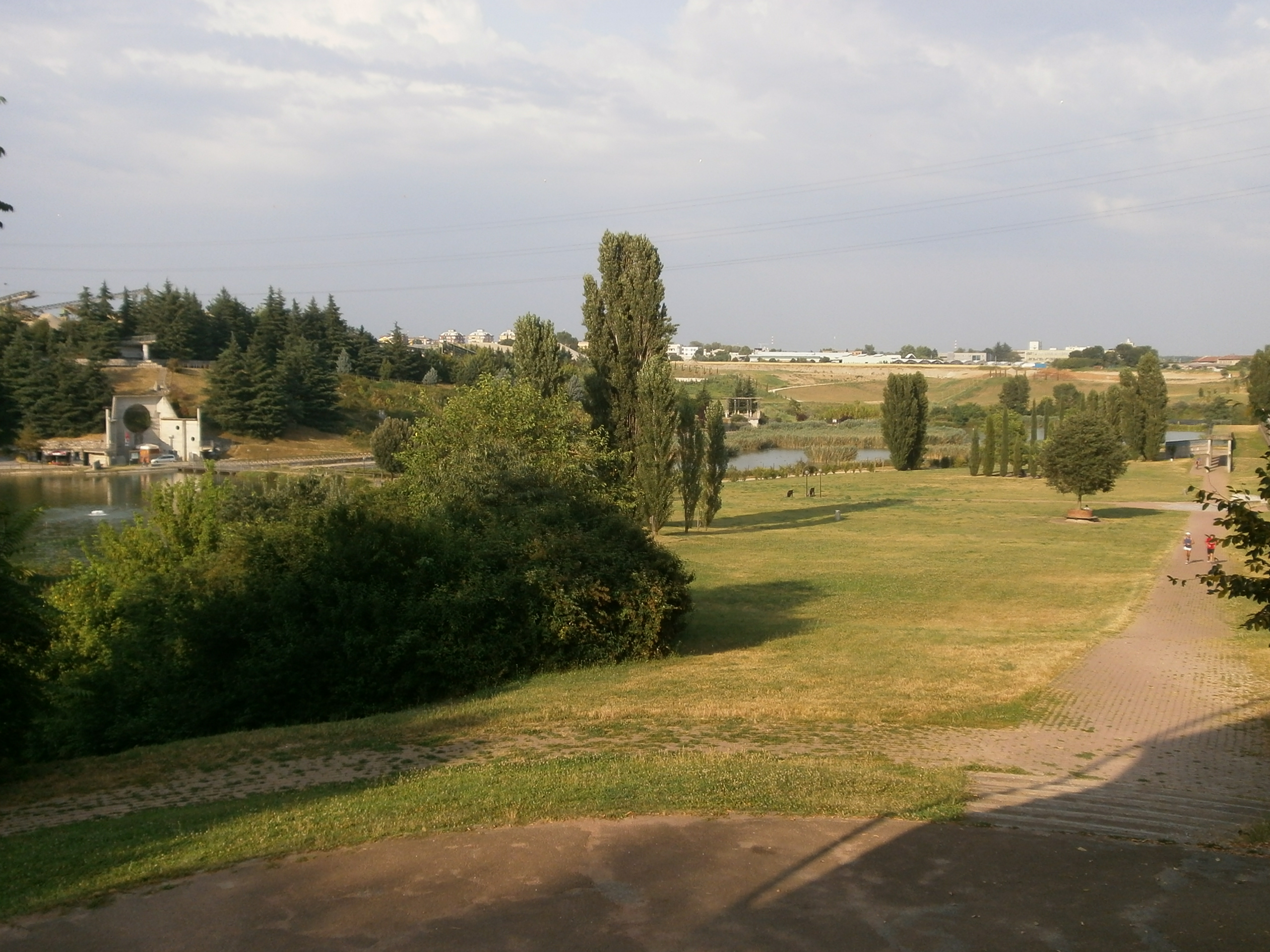
Vista del parco nelle vicinanze della Porta Grugnotorto
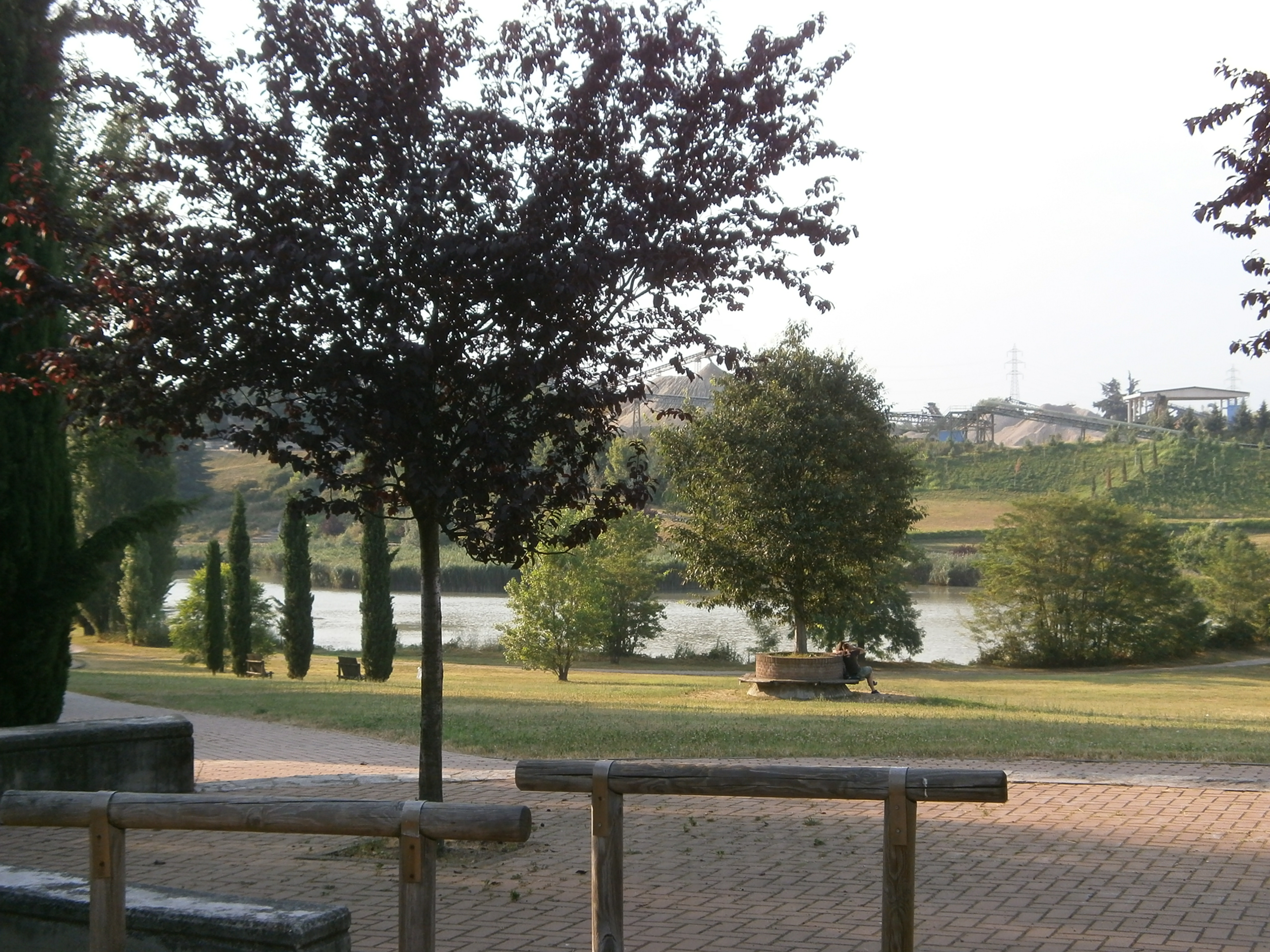
Vista del parco nelle vicinanze della Porta Cascina Uccello
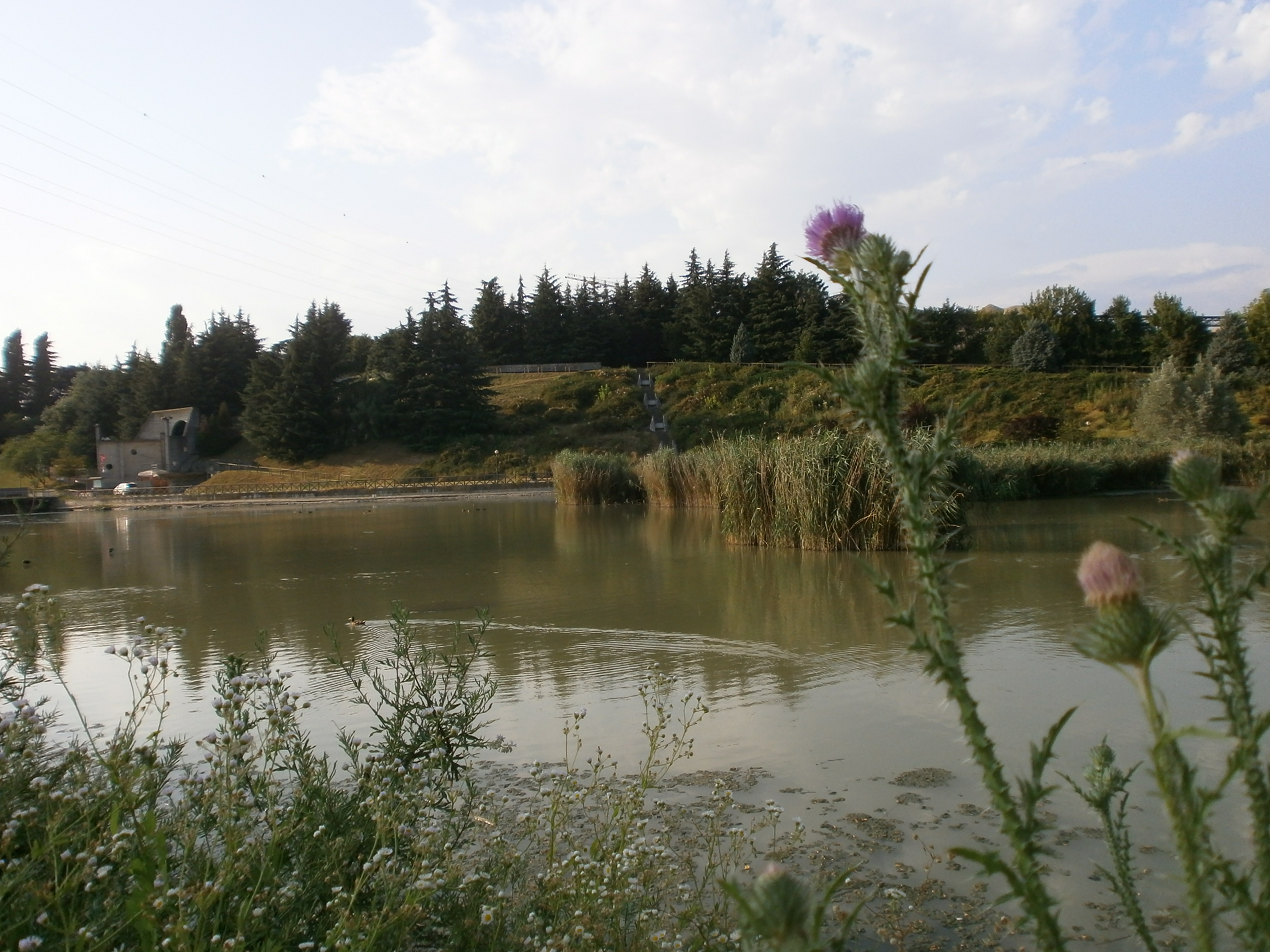
Specchio d'acqua caratterizzato da uno sviluppo spontaneo
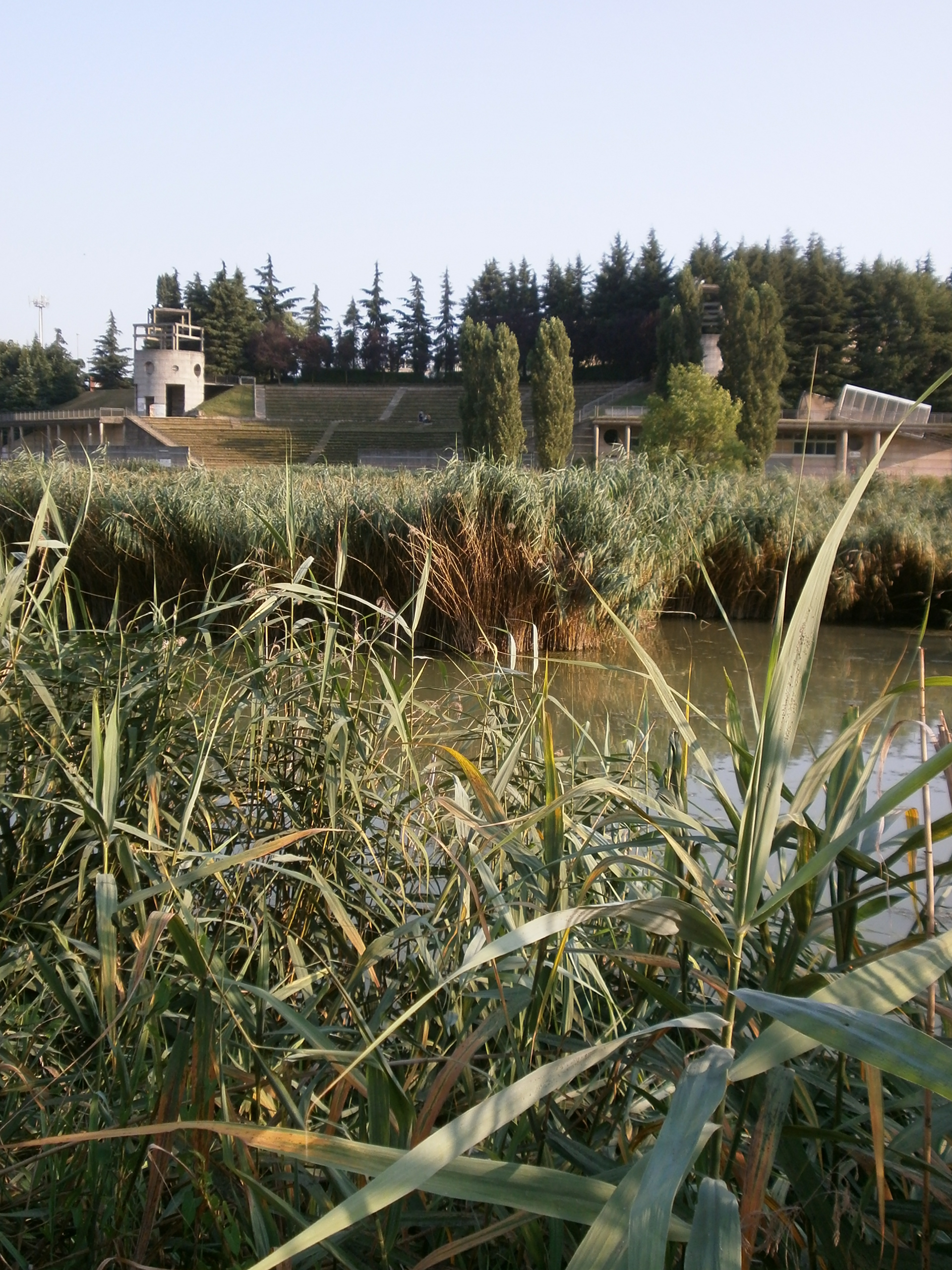
Vista su uno degli specchi d'acqua
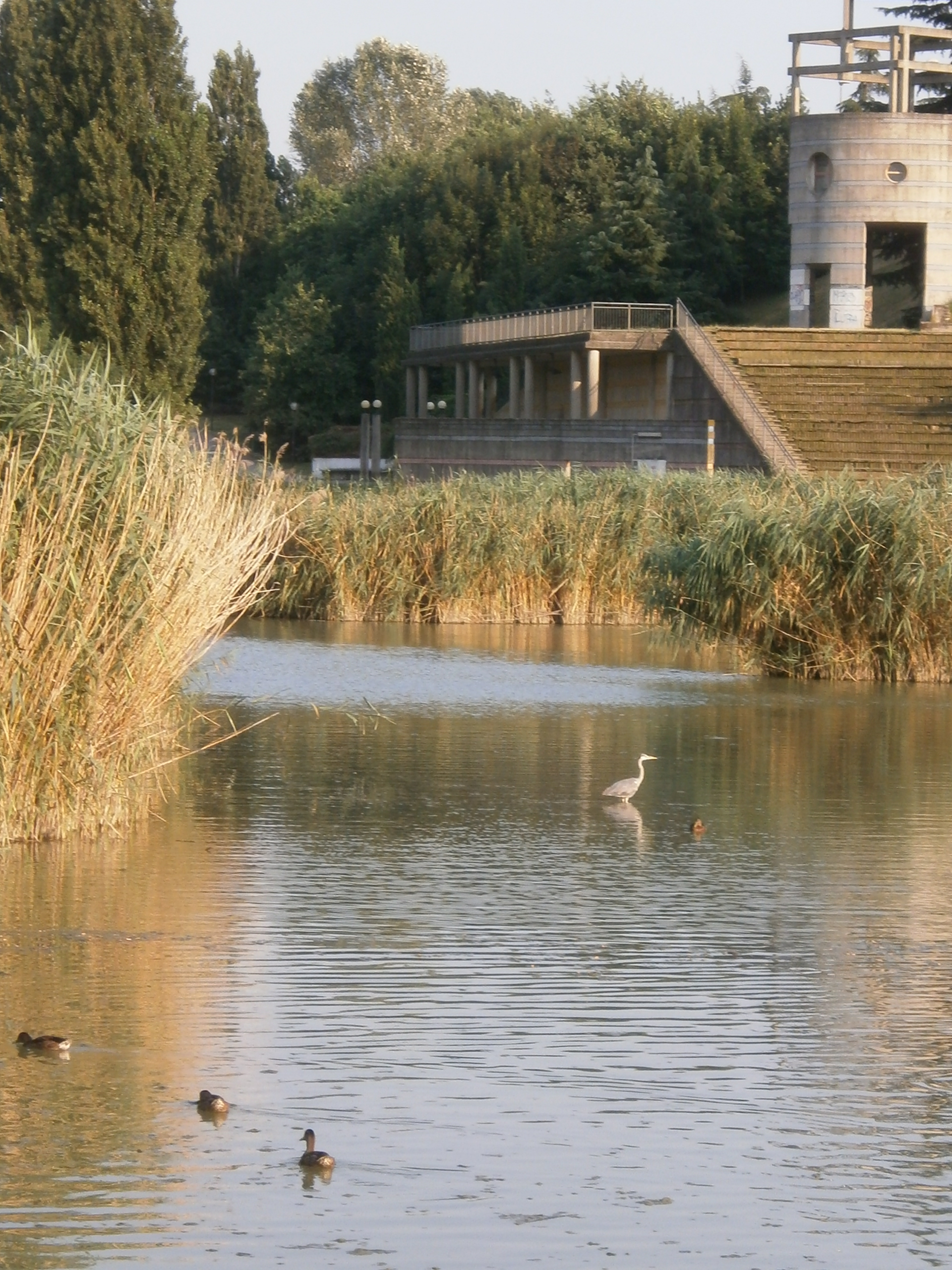
Avifauna ospitata nella cava nord
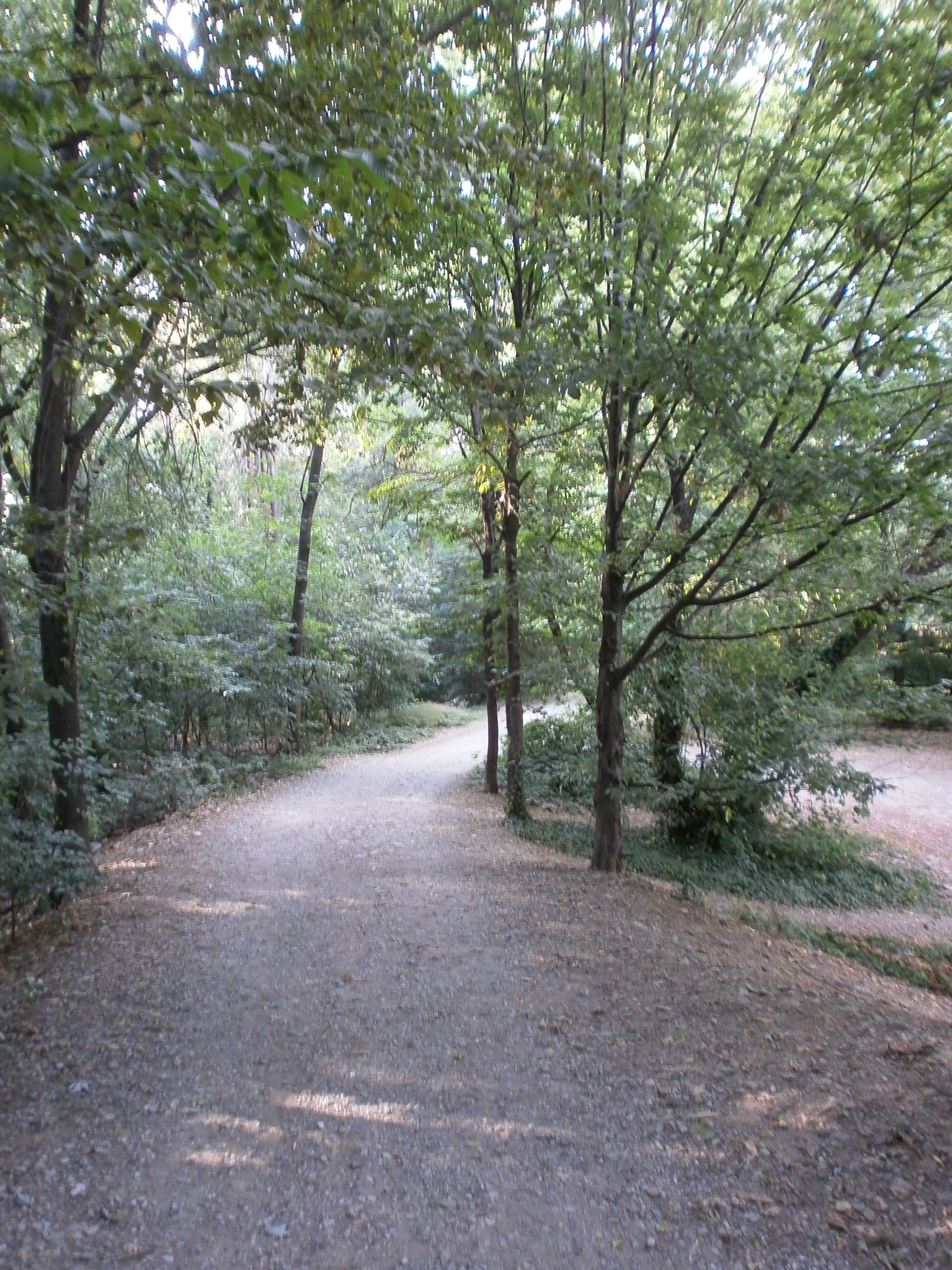
Sentiero nella boscaglia attorno al parco